# Ronald Rivest
Ronald Linn Rivest (Schennectady, 6 maggio 1947) è un crittografo statunitense.
Il suo lavoro più noto è il sistema di crittografia asimmetrica che ha sviluppato assieme a Leonard Adleman e Adi Shamir: il crittosistema RSA (1978).

## Biografia
Ha conseguito una laurea in Matematica presso l'Università Yale nel 1969 ed un dottorato di ricerca in Informatica presso l'Università di Stanford nel 1974.
Attualmente è Professore di "Electrical Engineering and Computer Science" presso il Department of Electrical Engineering and Computer Science del MIT, dove guida il gruppo di Crittografia e Sicurezza delle Informazioni.
Oltre ad essere coautore del crittosistema RSA è noto anche per aver progettato molti protocolli e algoritmi che sono stati spesso accettati come standard, come ad esempio i cifrari RC4 e RC5 e i sistemi di hash crittografico MD4 e MD5; ha collaborato anche ai lavori sul candidato AES RC6.
La sua attività non si è limitata all'ambito accademico: ha avuto un ruolo significativo nel dibattito politico-sociale in corso fra le opposte esigenze del diritto alla tutela dei dati personali (privacy) da parte del cittadino e l'esigenza del controllo della sicurezza da parte dello stato. Attualmente si sta occupando della possibilità di realizzazione di sistemi elettronici per il voto elettronico che garantiscano l'anonimato del voto stesso.
È stato fondatore della società RSA Data Security (dopo la fusione con Security Dynamics la società è stata ridenominata RSA Security) azienda leader nel settore della progettazione e vendita di applicazioni crittografiche.
È stato Direttore della "International Association for Cryptologic Research" e della "Financial Cryptography Association". È membro della "American Academy of Arts and Sciences", della "Association for Computing Machinery" e della "National Academy of Engineering". Con Adi Shamir e Leonard Adleman, ha ricevuto il "2000 IEEE Koji Kobayashi Computers and Communications Award" e il "Secure Computing Lifetime Achievement Award".

## Riconoscimenti
- ACM Turing Award assieme ad Adi Shamir e Leonard Adleman per i contributi forniti alla crittografia (2002).